# Cappella di San Salvatore (Pavia)
La cappella di San Salvatore è una piccola cappella quattrocentesca situata nel lato orientale del chiostro rinascimentale del monastero di Santa Maria Teodote, sede del seminario diocesano.

## Storia
Il monastero femminile di Santa Maria Teodote, fondato in età longobarda, nel 1473 passò sotto la giurisdizione del monastero benedettino di San Salvatore, a sua volta dipendente dalla congregazione di Santa Giustina di Padova. Tale passaggio dette impulso a un profondo rinnovamento, in veste rinascimentale, degli edifici del complesso e alla creazione, nell’ultimo ventennio del Quattrocento, della cappella di San Salvatore.

## Descrizione
Non è conosciuto il nome del progettista, certamente dovette trattarsi di un architetto influenzato dalle novità stilistiche introdotte in Lombardia dal Bramante negli anni ottanta del XV secolo, come si può osservare dalla pianta centrale dell'edificio. La cappella, dotata di cinque cupole, dettaglio questo tipicamente bizantino, forse influenzato dalla dipendenza dell’ente dalla congregazione padovana, è articolata intorno a quattro colonne, mentre al di sotto, si trova una cripta che riproduce la stessa pianta.
La cappella è quasi interamente decorata da affreschi realizzati, tra il 1506 e il 1507, da Bernardino Lanzani e dai suoi allievi. Probabilmente, in origine, l'edificio ospitava il grande crocefisso in lamina d'argento, commissionato nel X secolo dalla badessa Raingarda e ora conservato nel transetto sinistro della basilica di San Michele.

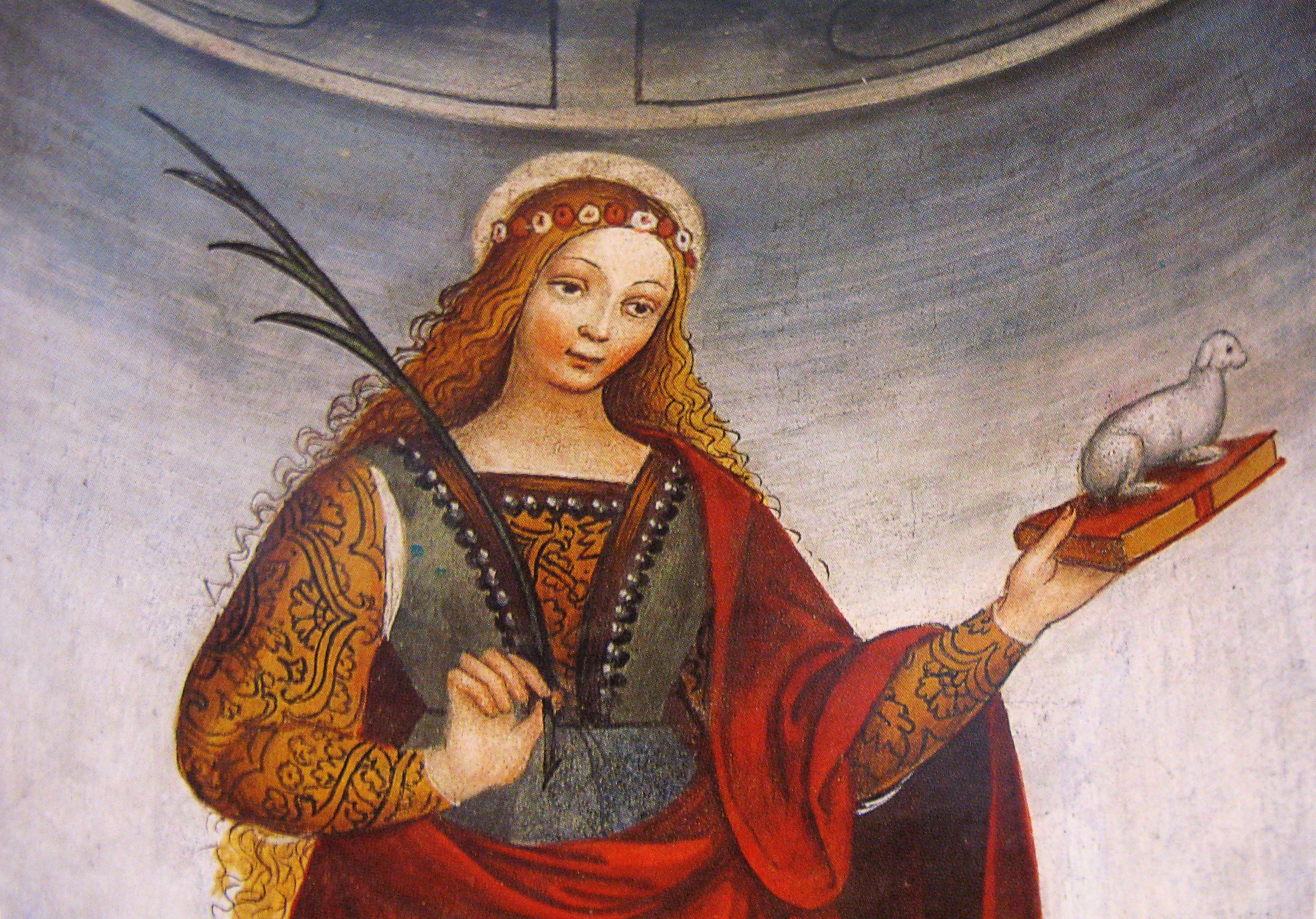
Dettaglio di uno degli affreschi raffigurante Sant'Agnese.
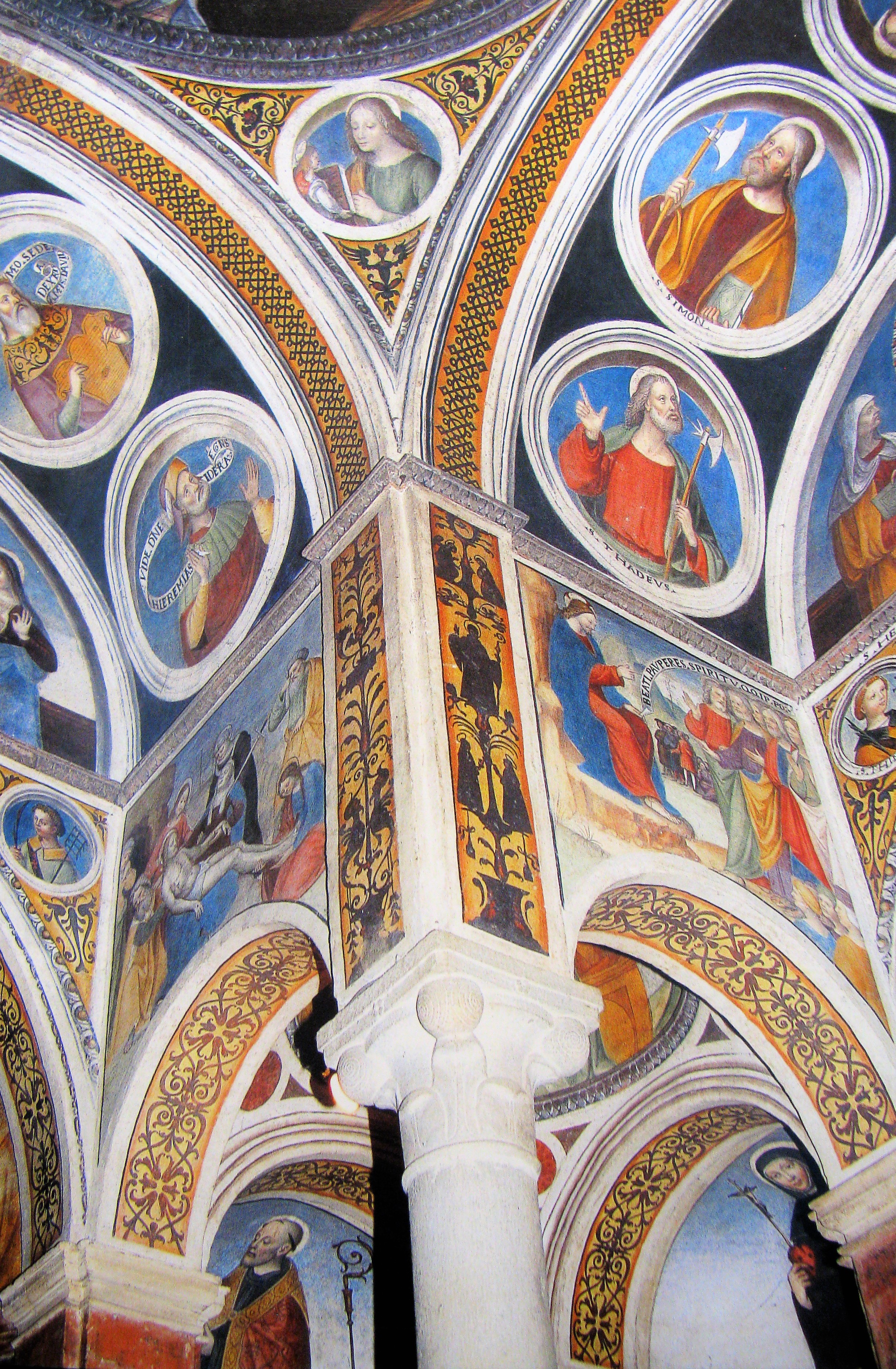
L'interno.
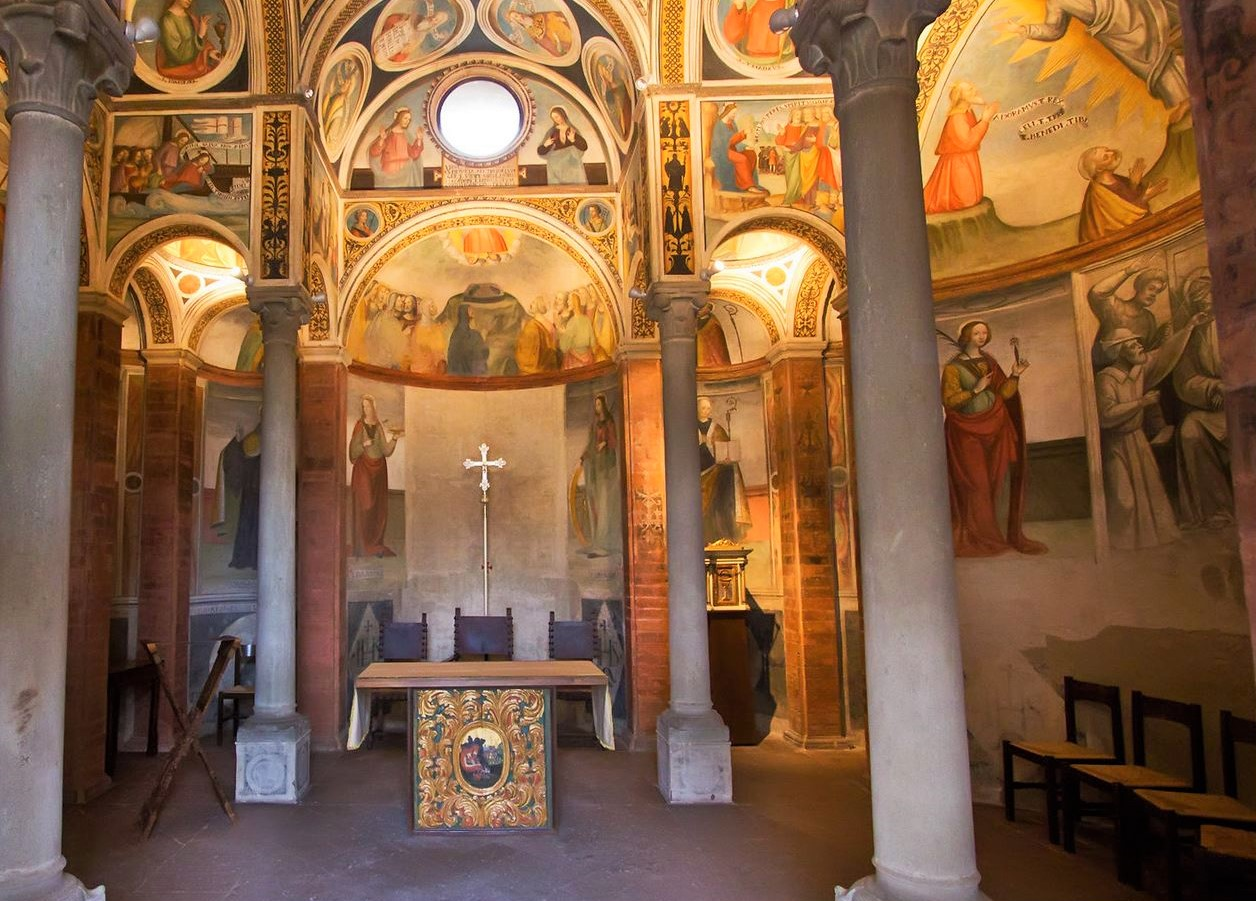
L'interno.